# Акшемсетин (квартал във Фатих)
„Акшемсетин“ (на турски: Akşemsettin) е квартал на Истанбул, разположен в градска околия Фатих. Общата му площ е 0,44 км2. Според данни на Адресната система за регистриране на населението (ABPRS) към 2024 г. населението на „Акшемсетин“ е 18 608 жители.